# Día del Ingeniero (Bolivia)
El Día del Ingeniero se celebra en Bolivia cada 5 de octubre, conmemorándose la fundación de la Sociedad de Ingenieros de Bolivia el año de 1922 en la ciudad de La Paz, a iniciativa del Ing. Juan Muñoz Reyes, quien fue también su primer presidente, iniciando sus actividades con treinta y seis socios, extendiéndose luego a toda Bolivia.